# Ray Downey
Raymond Tyler Downey (ur. 23 września 1968 w Halifaksie) – kanadyjski bokser, medalista igrzysk olimpijskich i igrzysk Wspólnoty Narodów.

## Kariera w boksie amatorskim
Walczył w wadze lekkośredniej (do 71 kg). Zdobył w niej brązowy medal na igrzyskach olimpijskich w 1988 w Seulu po wygraniu czterech walk i przegranej w półfinale z Parkiem Si-hunem z Korei Południowej. Na mistrzostwach świata w 1989 w Moskwie przegrał w ćwierćfinale z późniejszym złotym medalistą Israelem Hakobkochjanem ze Związku Radzieckiego.
Zdobył srebrny medal na igrzyskach Wspólnoty Narodów w 1990 w Auckland (w finale pokonał go Richie Woodhall z Anglii). Przegrał pierwszą walkę z Aleksandrem Lebziakiem z ZSRR na igrzyskach Dobrej Woli w 1990 w Seattle. Zajął 2. miejsce w Pucharze Świata w 1990 w Bombaju po porażce w finale z Kubańczykiem Juanem Carlosem Lemusem.
Przegrał z Lemusem w ćwierćfinale igrzysk panamerykańskich w 1991 w Hawanie. Na mistrzostwach świata w 1991 w Sydney również odpadł w ćwierćfinale (pokonał go Ole Klemetsen z Norwegii). Wystąpił na igrzyskach olimpijskich w 1992 w Barcelonie, ale przegrał pierwszą walkę.
Był mistrzem Kanady w wadze lekkośredniej w 1989 i wicemistrzem w 1991.

## Kariera w boksie zawodowym
Przeszedł na zawodowstwo w 1994. Walczył w wadze średniej. Stoczył 19 walk, z których wygrał 16 (w tym 8 przed czasem). przegrał 2 i zremisował 1. Nie walczył o żaden znaczący tytuł.